# ミッドウェストリーグ
ミッドウェストリーグ（Midwest League）は、アメリカ合衆国の中西部を拠点とするマイナーリーグ（MiLB）のプロ野球リーグ。メジャーリーグ（MLB）の3つ下のハイA（A+）級に属する。

## 歴史
1947年にマイナーリーグA級のイリノイ・ステート・リーグとして設立。
1949年にミシシッピ・オハイオバレー・リーグに名称変更。
1956年に現在のミッドウエストリーグに名称変更。
2010年以降は16球団で東西の2地区に分かれて試合を行っていた。
2020年シーズンは、新型コロナウイルスの感染拡大の影響で開催中止となった。
2021年シーズン開幕前行われたマイナーリーグの改編に伴い、球団数が12球団に縮小、格付けがA級からA+級に昇格するとともに、リーグ名が「ハイAセントラル」（High-A Central）に変更となった。
2022年よりリーグ名が元の「ミッドウエストリーグ」に戻された。

## 所属チーム
| 地区   | チーム                                                           | MLB提携チーム                  | 創設年 | 本拠地 |
| ------ | ---------------------------------------------------------------- | ------------------------------ | ------ | --- |
| 東地区 | デイトン・ドラゴンズ Dayton Dragons                              | シンシナティ・レッズ           | 1988年 | オハイオ州モンゴメリー郡デイトン デイ・エアー・ボールパーク                                                                       |
| 東地区 | フォートウェイン・ティンキャップス Fort Wayne TinCaps            | サンディエゴ・パドレス         | 1993年 | インディアナ州アレン郡フォートウェイン パークビュー・フィールド                                                                   |
| 東地区 | グレートレイクス・ルーンズ Great Lakes Loons                     | ロサンゼルス・ドジャース       | 1982年 | ミシガン州ミッドランド郡ミッドランド ダウ・ダイアモンド                                                                           |
| 東地区 | レイクカウンティ・キャプテンズ Lake County Captains              | クリーブランド・ガーディアンズ | 1991年 | オハイオ州レイク郡イーストレーク ディッキー・スティーブンズ・パーク                                                               |
| 東地区 | ランシング・ラグナッツ Lansing Lugnuts                           | オークランド・アスレチックス   | 1955年 | ミシガン州クリントン郡ランシング ジャクソン・フィールド                                                                           |
| 東地区 | ウェストミシガン・ホワイトキャップス West Michigan Whitecaps     | デトロイト・タイガース         | 1994年 | ミシガン州ケント郡コムストック・パーク LMCUパーク                                                                                 |
| 西地区 | ベロイト・スカイカープ Beloit Sky Carp                           | マイアミ・マーリンズ           | 1982年 | ウィスコンシン州ロック郡ベロイト ABCサプライ・スタジアム                                                                          |
| 西地区 | シーダーラピッズ・カーネルズ Cedar Rapids Kernels                | ミネソタ・ツインズ             | 1890年 | アイオワ州リン郡シーダーラピッズ ベテランズ・メモリアル・スタジアム                                                               |
| 西地区 | ピオリア・チーフス Peoria Chiefs                                 | セントルイス・カージナルス     | 1983年 | イリノイ州ピオリア郡ピオリア ドーザー・パーク                                                                                     |
| 西地区 | クアッドシティーズ・リバーバンディッツ Quad Cities River Bandits | カンザスシティ・ロイヤルズ     | 1901年 | アイオワ州スコット郡ダベンポート モダン・ウッドメン・パーク                                                                       |
| 西地区 | サウスベンド・カブス South Bend Cubs                             | シカゴ・カブス                 | 1988年 | インディアナ州セントジョセフ郡サウスベンド フォー・ウィンズ・フィールド・アット・コベレスキ・スタジアム                           |
| 西地区 | ウィスコンシン・ティンバーラトラーズ Wisconsin Timber Rattlers   | ミルウォーキー・ブルワーズ     | 1958年 | ウィスコンシン州アウタガミ郡グランド・シュート ニューロサイエンス・グループ・フィールド・アット・フォックス・シティズ・スタジアム |